# Nageia motleyi
Nageia motleyi é uma espécie de conífera da família Podocarpaceae.
Pode ser encontrada nos seguintes países: Brunei, Indonésia, Malásia e Tailândia.